# سليم أكعابا
سليم أكعابا (مواليد 23 أكتوبر 2001 في المغرب) لاعب كرة قدم مغربي يجيد اللعب في مركز المهاجم. يلعب حاليا لصالح الخالدية في الدوري البحريني الممتاز من 2020.

## المسيرة الرياضية

### الأندية
في 1 يوليو 2018 تم تصعيد أكعابا (17 سنة) إلى الفريق الأول بنادي المغرب التطواني المغربي (البطولة الأولى). في موسم الأول 2018-2019 وفي البطولة الوطنية المغربية الأولى ساهم في احتلال فريقه المركز الثالث عشر بفارق 4 نقاط عن منطقة الهبوط. وفي بطولة كأس العرش خرج من مباراته الأولى عندما خسر في الدور 32 من اتحاد طنجة 0-1.
في موسمه الثاني والأخير 2019-2020 وفي البطولة الوطنية الأولى ساهم في احتلال فريقه المركز السابع بفارق 17 نقطة عن صاحب المركز المركز الثالث نهضة بركان المؤهل للبطولات القارية. وفي بطولة كأس العرش ساهم في وصول فريقه إلى الدور انصف النهائي حينها خسر من حسنية أغادير 0-3.
في 1 يوليو 2020 انتقل أكعابا من المغرب التطواني إلى الخالدية البحريني (الدرجة الثانية) في صفقة انتقال حر. في موسمه الأول 2020-2021 وفي بطولة دوري الدرجة الثانية ساهم في احتلال فريقه المركز الثاني الوصيف بفارق 3 نقاط عن البطل الحالة وصعدا معا إلى الدوري الممتاز. وفي بطولة كأس ملك البحرين ساهم في وصول فريقه إلى الدور 16 حينها خسر من الرفاع 0-1.
في موسمه الثاني 2021-2022 وفي بطولة الدوري البحريني الممتاز ساهم في احتلال فريقه المركز الثالث بفارق 12 نقطة عن البطل الرفاع. وفي بطولة كأس ملك البحرين ساهم في تتويج فريقه بالبطولة بعدما تغلب في المباراة النهائية على الرفاع الشرقي بركلات الترجيح ليحقق أكعابا أولى بطولاته مع الأندية. وفي بطولة كأس الاتحاد البحريني فشل فريقه في التأهل إلى الدور النصف النهائي.
في موسمه الثالث 2022-2023 وفي بطولة الدوري الممتاز ساهم في حصد فريقه 18 نقطة من 11 مباراة محتلا المركز الرابع. وفي بطولة كأس ملك البحرين خرج فريقه من مباراته الأولى عندما خسر في الدور 16 من سترة بركلات الترجيح. وفي بطولة كأس السوبر البحريني ساهم في تتويج فريقه بالبطولة بعدما تغلب على الرفاع بهدفين نظيفين ليحقق أكعابا ثاني بطولاته مع الأندية.
في 31 يناير 2023 انتقل أكعابا من الخالدية إلى أم الحصم البحريني (الدرجة الثانية) بالإعارة حتى نهاية الموسم. في موسمه الوحيد 2022-2023 ساهم في احتلال فريقه المركز الخامس بفارق الأهداف عن صاحب المركز الرابع الاتفاق المؤهل للانتقال إلى ملحق الصعود. في 12 مايو 2023 انتهت الإعارة وعاد أكعابا إلى الخالدية.

## الإنجازات
- الخالدية (2)
  - كأس ملك البحرين (1): 2022/2021
  - كأس السوبر البحريني (1): 2022